# Vittoria Giunti
Vittoria Giunti (Firenze, 14 dicembre 1917 – Raffadali, 3 giugno 2006) è stata una partigiana italiana, dirigente del Partito Comunista Italiano e tra le prime sindache della Sicilia.

## Biografia
Nata da una famiglia borghese, è figlia di un ingegnere, alto funzionario delle ferrovie, cresce tra Firenze e le colline della Toscana. Si trasferisce poi con la famiglia a Roma e studia al Liceo Tasso. È a Roma che riceve quell'influenza e quella formazione politica che avrebbero influenzato tutta la sua vita. Studiò matematica e fisica all'Università di Roma frequentando l'Istituto di Alta Matematica, ricoprì anche il ruolo di assistente all'Università di Firenze. Giovane staffetta partigiana, nel corso della Resistenza rafforzò l'amicizia e l'amore con l'uomo che sarebbe stato il compagno di tutto il resto della sua vita, il partigiano siciliano Salvatore Di Benedetto.
Durante il periodo della Costituente fu componente di diverse commissioni nazionali tra cui quella per il voto alle donne. Fu direttrice della Casa della Cultura di Milano e tra le direttrici della rivista Noi Donne. Nel 1956 divenne il primo Sindaco donna a Santa Elisabetta (Ag). È morta nella sua casa di Raffadali, il 3 giugno 2006, proprio il giorno successivo a quello in cui si celebra la Festa della Repubblica. Nel 2009 è stato pubblicato il libro L'eredità di Vittoria Giunti con interviste, ricordi, fotografie, testimonianze sulla sua vita.